# Чемпіонат світу з напівмарафону 2022
Чемпіонат світу з напівмарафону 2022 мав бути проведений 13 листопада в Янчжоу на шосейній трасі, прокладеній вулицями міста.
Рішення про надання Янчжоу права проводити чемпіонат було анонсовано 22 листопада 2019.
Наприкінці березня 2021 була оголошена програма чемпіонату, яка складала передбачала два окремих забіги серед жінок (англ. women-only) та чоловіків. За регламентом змагань, від кожної національної федерації могло бути заявлено по 7 чоловіків та жінок, проте вийти на старт забігів могли лише максимум по п'ятеро атлетів, три кращі результати з яких братимуться для визначення результатів країн у командному заліку.
Первісно чемпіонат планувався до проведення 27 березня 2022, проте у листопаді 2021 було оголошено про перенесення його на 13 листопада 2022 через обмеження, пов'язані з пандемією COVID-19.
У липні 2022 було прийнято остаточне рішення скасувати проведення чемпіонату через коронавірусні ризики.